# النر ریگبی
«اِلِنُر ریگبی» یا «النور ریگبی» (به انگلیسی: Eleanor Rigby) نام یکی از ترانه‌های گروه بیتلز است که در سال ۱۹۶۶ در آلبوم هفت‌تیر و هم‌زمان به شکل تکی در یک صفحهٔ ۴۵دور منتشر شد. «النر ریگبی» را پل مک‌کارتنی نوشته و شعر درخور توجهی راجع به موضوع تنهایی دارد. تنظیم بخش سازهای زهی ترانه را جُرج مارتین انجام داده‌است.
این ترانه باعث شد جایگاه بیتل‌ها نزد مخاطبان، از یک گروه پاپ عامه‌پسند، به یک گروه جدی و پیگیر تجربه‌های جدید در استودیو ارتقا یابد. «النر ریگبی» در رده‌بندی «۵۰۰ ترانهٔ برتر همهٔ دوران» نشریهٔ رولینگ استون، جایگاه ۱۳۷ام را به‌خود اختصاص داده‌است.
این اثر توسط فرهاد مهراد نیز اجرا شده است.

## نام و شعر ترانه
همانند بسیاری دیگر از آهنگ‌های مک‌کارتنی، خط اصلی ملودی «النر ریگبی» زمانی مشخص شد که او مشغول اتود کردن آن با پیانو بود. نامی که در ابتدا به ذهن او آمد «النر ریگبی» نبود بلکه «خانم دِیزی هاوکینز» بود. در مصاحبه‌ای که مک‌کارتنی در سال ۱۹۶۶ انجام داد نحوهٔ الهام‌گرفتن‌اش در زمان ساخت ترانه را چنین شرح داد:
زمانی که به آن فکر می‌کردم کنار پیانو نشسته بودم. وقتی که چند میزان آغازین مشخص شد نمی‌دانم چرا جملهٔ «Daisy Hawkins picks up the rice in the church» به ذهنم آمد. من نمی‌توانستم بیش از آن به این موضوع فکر کنم و برای همین، کار روی ترانه را برای یک روز متوقف کردم. پس از آن نام «پدر مک‌کارتنی» به ذهنم آمد. اما از آن هم منصرف شدم چون فکر کردم مردم چنین می‌اندیشند که این ترانه ممکن است مربوط به پدرم بشود که نشسته و جوراب‌هایَش را وصله می‌زند. پدر یک پسربچهٔ خوشحال! پس ترجیح دادم دفتر تلفن را ورق بزنم و آن‌جا بود که نام مَک‌کِنزی را یافتم.— پایان نقل‌قول
برخی عقیده دارند مک‌کارتنی نام «پدر مَک‌کِنزی» را از «پدر تامی مَک‌کِنزی» الهام گرفته‌است. تامی مَک‌کِنزی کشیشی بود که به‌عنوان اولین فردی که به‌خاطر خدمات نیکوکارانه‌اش به تالار یادبود نورث‌ویچ راه یافته شناخته می‌شود و از شهر خاستگاه بیتل‌ها می‌آید.
مک‌کارتنی راجع به خلق شخصیت اول ترانه با نام «النر ریگبی» گفته که او کلمهٔ «النر» را از نام «النر بِران»، هنرپیشه‌ای که نقشی در فیلم کُمک! بیتل‌ها ایفا کرده‌بود گرفته و عبارت «ریگبی» هم از نام فروشگاهی در بریستول با نام «ریگبی اند ایونز» به عاریت گرفته‌شده‌است.
مک‌کارتنی بعداً و در سال ۱۹۸۴ گفته بود: من فقط از آن ترکیب خوشم آمد. من به‌دنبال نامی بودم که آوای‌اش به گوش شنونده، طبیعی باشد. به‌نظرم «النر ریگبی» این حالت را داشت.
اعضای بیتلز در اتاق موسیقی منزل جان لنون در کِنوود کار ترانه را به‌پایان رساندند. لنون، استار و هریسون به همراه پیتر شاتان به اجرای مک‌کارتنی گوش کردند و راجع به قطعه نظر دادند. جرج هریسن پیشنهاد کرد بخش «نوشتن خطبه‌ای که هیچ‌کَس آن را نخواهد شنید» و جمله‌ای که طی آن «پدر مک‌کارتنی» جوراب‌های‌اش را در تنهایی وصله می‌زند به شعر اضافه شوند. پل مک‌کارتنی هردوی این ایده‌ها را پسندید و پیتر شاتان پیشنهاد کرد نام فامیلی شخصیتِ کشیش از «مَک‌کارتنی» به «مَک‌کِنزی» تغییر داده شود چون ممکن است نام «پدر مَک‌کارتنی» شنونده را به اشتباه بیندازد که اشارهٔ ترانه به پدرِ واقعیِ پل مک‌کارتنی است.
از این ترانه اغلب به‌عنوان «سوگنامهٔ انسان‌های تنها» یا «روایتی از زندگی در بریتانیای پس از جنگ» یاد می‌شود.